# Комонфорт
Комонфорт (исп. Comonfort) — город и административный центр одноимённого муниципалитета в мексиканском штате Гуанахуато. Численность населения, по данным переписи 2010 года, составила 23 683 человека.

## История
Город был основан в 1572 году под названием Чамакуэро, а в 1591 году был переименован в Сан-Франсиско-Чамакуэро.
В 1874 году было решено переименовать город в Чамакуэро-де-Комонфорт, в честь президента Мексики Игнасио Комонфорта. Позднее в названии осталось только Комонфорт.